# Henry Bergh

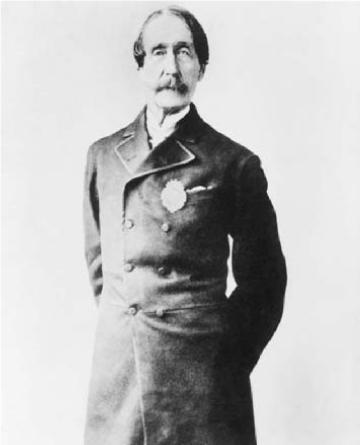
Henry Bergh (Porträt)

Henry Bergh (* 29. August 1813 in New York City; † 12. März 1888 ebenda) war ein US-amerikanischer Reformer und Diplomat. Er war die Schlüsselfigur in der Gründung der ersten Gesellschaft für Tierschutz in den USA, der American Society for the Prevention of Cruelty to Animals (ASPCA) im Jahr 1866, sowie schließlich diverser Zweigstellen im ganzen Land. Die Statuten der Gesellschaft wurden vom Staat New York noch im selben Jahr übernommen und die ASPCA mit Kompetenzen zu deren Durchsetzung betraut.

## Frühe Jahre
Bergh war der Jüngste Sohn von Christian und Elizabeth Bergh (geborene Ivers) und wuchs mit seinem Bruder Edwin und seiner Schwester Jane in einem zweistöckigen Haus des südöstlichen Manhattan auf. Die Region fiel in eine Hochzeit von Einwanderungsaufkommen, insbesondere aus Irland, Europa allgemein und China. Christian Bergh war ein erfolgreicher Schiffsarchitekt und profitierte ökonomisch massiv vom Krieg von 1812. Während der ersten Lebensjahre Henrys, bis 1815 arbeitete Christian Bergh am Ontariosee für die US-amerikanische Marine. Henry wurde am Columbia College im Jahrgang von 1834 unterrichtet, verließ die Einrichtung allerdings 1835 ohne Abschluss, um für C. Bergh and Co. – der Firma seines Vaters – zu arbeiten. Christian Bergh setzte sich zwei Jahre später zur Ruhe und die Brüder Henry und Edwin strukturierten das Unternehmen um. Die große Geschäft mit dem Schiffsbau war zu diesem Zeitpunkt längst abgewickelt und noch vor Christian Berghs Tod im Jahr 1843 stellte das Unternehmen die Geschäfte vollständig ein. Nichtsdestotrotz hatte das Unternehmen der Familie ein beträchtliches Vermögen eingebracht, sodass Henry Bergh zeitlebens nie aus wirtschaftlichen Gründen hätte arbeiten müssen.

## Bergh als Diplomat
1839 heirateten Henry Bergh und die englische Adlige Catharine Matilda Taylor, mit der er 1847 die erste von vielen Reisen nach Europa absolvierte. Sie reisten drei Jahre und besuchten Frankreich, Spanien, Deutschland, Österreich, Griechenland, die Türkei, Ägypten, Italien, die Schweiz sowie England und Schottland. Nach ihrer Rückkehr verkehrte das kinderlose Paar weiter in vornehmen Kreisen und besuchte in einer weiteren Reise den Orient sowie Russland, von dem sich Henry Bergh in seinen Aufzeichnungen besonders angetan zeigte. Zurück in den USA begann Bergh, sich nach einer Diplomatenstelle im Ausland umzuhören, die ihm allerdings erst mit der Ernennung von Abraham Lincoln gewährt wurde, dessen Außenminister William H. Seward ebenfalls in New York residierte und exzellente Kontakte nach Russland hatte.
Im frühen Juli von 1863 traten Heny und Matilda die Reise zum Hof von Zar Alexander II. in Sankt Petersburg an. Obwohl Bergh zunächst in Briefen enthusiastisch über seine Arbeit berichtete und auch in der Gunst des Zaren stand, quittierte er den Dienst nach nur etwas mehr als einem Jahr mit der offiziellen Begründung, das Klima bekomme seiner Gesundheit nicht. (Lane & Zawistowski 2006; S. 9–10) vermuten darin, obwohl Bergh in der Tat zeitlebens von diversen Atemleiden betroffen war, einen Vorwand. Sie spekulieren stattdessen auf der Grundlage von Berghs Notizen, dass ein Zwischenfall in einer Kutsche, bei der Bergh den Fahrer davon abhielt, ein verletztes Pferd zu schlagen, einen radikalen Gesinnungswandel bei Bergh ausgelöst haben müsse.

## Gründung der ASPCA
Nach seinem Rücktritt trat das Paar die Rückreise in die USA über England an. Dort verbrachte Bergh im Jahr 1865 einige Monate mit dem Earl of Harrowby sowie John Colam, die damals als Präsident und Sekretär die Geschicke der Royal Society for the Prevention of Cruelty to Animals leiteten, die einen maßgeblichen Einfluss auf Berghs spätere Arbeiten gehabt haben müssen. Bis dahin hatte Bergh selbst auch bereits eine beträchtliche Sammlung von Artikeln zu tierpolitischen und philanthropen Angelegenheiten aggriert, die bis in die 1820er zurückreichten. Unter den vielen Autoren zählte Richard Martin sicher zu den wesentlichen Einflüssen auf Berghs Denken.
Lücke: Gründungsprozess und Charta.
Die New York Times veröffentlichte am 22. Mai das vollständige Protokoll der Gründungssitzung der ASPCA. Durch das Gesetz von 1866 wurde die ASPCA vom Staat New York mit weitreichenden Exekutivkompetenzen ausgestattet: Einerseits durften die Angestellten der Gesellschaft die „anti-cruelty Laws“ durchsetzen und andererseits wurde die Polizei von New York City rechtlich verpflichtet, der Gesellschaft dabei nötigenfalls zu helfen. Bergh akquirierte 1868 beim obersten Staatsanwalt A. Oakey Hall selbst eine Anstellung als Strafverfolger in New York City. Charles S. Fairchild – damals Attorney General des Staates – autorisierte Bergh schließlich 1876 gar dazu, den Staat New York vor dem Landesgericht zu vertreten. Seine Versuche, sich für die ASPCA in der police commission und in der parks commission zu platzieren, scheiterten allerdings.
Die meisten der Fälle, von denen Bergh an typischen Tagen eine zweistellige Anzahl verwaltete, betrafen Misshandlungen von Pferden oder Tieren, die geschlachtet werden sollten. Sie gingen ohne nennenswerte Kontroverse durch die Gerichte und endeten typischerweise mit Strafmaßen von knapp zweistelligen Dollarbeträgen und etwas seltener mit wenigen Tagen Gefängnis. Einige wenige Fälle erregten allerdings ungleich größeres Aufsehen.
Kurz nach der Einberufung der ASPCA klagte Bergh einen Schlachthof für Hühner dafür an, dass dieser den Hühner bei Bewusstsein durch ein Brühbad die Federn entfernte. Nach der Darstellung der Unternehmer, der das Gericht auch folgte, wurde hingegen den Hühnern zuvor ins Gehirn gestochen. Bergh insistierte, dass die Hühner dem Gesetz nach zu köpfen seien, was die Unternehmer blockierten, weil sie mit ihren Abnehmern nach Gewicht abrechneten. Diese frühe juristische Niederlage einerseits, aber auch, weil öffentlich wurde, dass das Gericht wegen dieses Falles einen Fall häuslicher Gewalt vertagen musste, handelte Bergh viel schlechte Presse ein.
In einem anderen skandalösen Fall hatte eine Crew vierzig Schildkröten aus der Karibik verschleppt, dabei ihre Flossen aufgefädelt, sie auf ihren Panzern liegend gestapelt und während der wochenlangen Überfahrt nicht ernährt. Vor Gericht war vor allem der Status der Schildkröten als „Tiere“, und damit die Anwendbarkeit der anti-cruelty statutes, strittig. Das Gericht erließ schließlich einen Freispruch für die Crew und den Kapitän, weil es befand, dass die Schildkröten zwar durchaus Tiere waren, allerdings als Insekten prinzipiell keinerlei Schmerzen fühlen könnten.

## Bergh als Kinderschützer
Der wohl erste dokumentierte Fall, in dem sich Bergh für Kinder einsetzte, betrifft im Jahr 1871 eine gewisse achtjährige Emily Thompson, die von ihrer Pflegemutter misshandelt wurde. Bergh wurde von einer anonymen Frau auf den Sachverhalt aufmerksam gemacht und ließ die Verletzung von Emily prüfen und die Nachbarn befragen. Bergh brachte den Fall anschließend vor Gericht, verlor aber, nachdem Emily in einer Anhörung die Belastung ihrer Stiefmutter widerrief. Trotz des juristischen Misserfolgs, wurde durch die Berichterstattung die noch lebende Großmutter auf den Fall aufmerksam und nahm schließlich die Obhut des Kindes an.
Etwa drei Jahre nach diesem Fall war Bergh in das Anliegen der damals neunjährigen Mary Ellen Wilson involviert. Eine Etta Wheeler, die bei der Kirche als Sozialarbeiterin angestellt war, kam zuerst auf Bergh zu und schilderte ihre zufällige Begegnung mit Mary, bei der sie schwere Verletzungen bei dem Kind festgestellt hatte. Bergh zögerte zunächst, sich der Sache anzunehmen und ließ sich von Wheeler auch nicht von dem Argument überzeugen, dass Mary schließlich auch ein Tier sei und wenigstens als solches die Aktivität der ASPCA beanspruchen könne. Er intervenierte schließlich als „Privatperson“ und überredete den befreundeten Anwalt Elbridge Thomas Gerry, die Sache zu untersuchen. Dieser bestätigte die Misshandlungen und brachte den Fall schließlich vor einen Richter, der zustimmte, das Kind aus der Familie zu entfernen und in einem Heim zu platzieren. Dieser Fall und die entsprechende öffentliche Berichterstattung führte 1874 zur Gründung der New York Society for the Prevention of Cruelty to Children, zu deren Initiatoren neben Henry Bergh vor allem Elbridge Thomas Gerry und John D. Wright gehörten.

## Bergh und die Presse
In seinen Vierzigern versuchte sich Bergh als Autor und veröffentlichte Prosa (The Streets of New-York, The Portentous Telegram, The Ocean Paragon), Poesie (Married Off) sowie einige Stücke fürs Theater, von denen Love’s Alternative in Philadelphia produziert wurde. Diese Versuche floppten sowohl beim Publikum als auch in den bestenfalls lauwarmen Kritiken, wobei ihm inhaltlich am häufigsten Humorlosigkeit vorgeworfen wurde.
Die Erfolglosigkeit als Autor kam seinen späteren politischen Projekten zugute, in denen der umsichtig und intensiv mit der Presse arbeitete. Bei allen größeren Ereignissen im Umfeld der ASPCA stellte Bergh durch persönliche Korrespondenz und seine vielen Kontakte persönlich sicher, dass viele Journalisten anwesend waren. Bergh und sein Anliegen wurden allerdings auch oft sowohl als Lächerlichkeit als auch als Affront auf humanistische oder religiöse Werte in politischen und satirischen Schriften seiner Zeit verunglimpft. Unter den diversen polemischen Bezeichnungen war „The Great Meddler“ (Etwa der große Einmischer) besonders weit verbreitet und war als eine Persiflage auf Abraham Lincolns Beinamen The Great Emancipator zu verstehen, der damals allen geläufig war.

Typische zeitgenössische Darstellungen
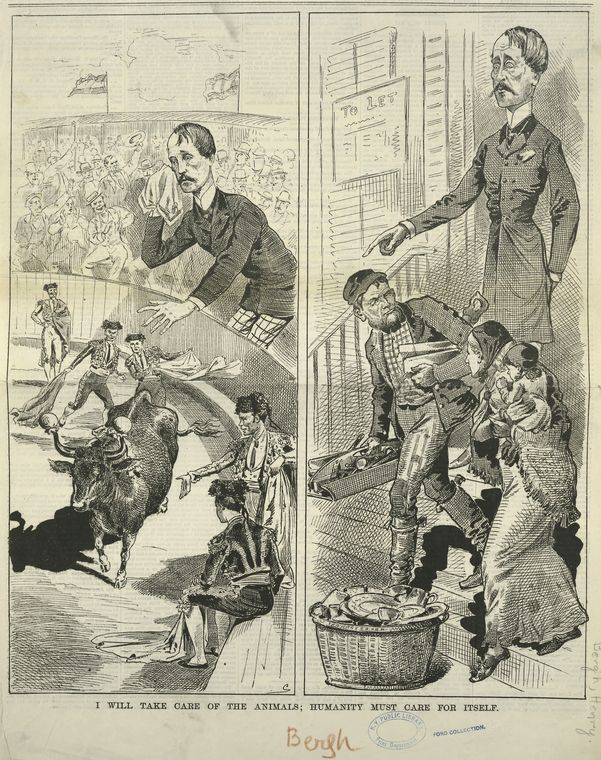
Typisch nicht nur für seine Zeit der Vorwurf alberner Emotionalität im Angesicht tierischer Leiden sowie Darstellungen, bei denen, politische Arbeit für nichtmenschliche Tiere auf die Kosten von Menschen geht, die in Karikaturen von Bergh oft Abweisung, Kälte oder gar Gewalt erfahren.
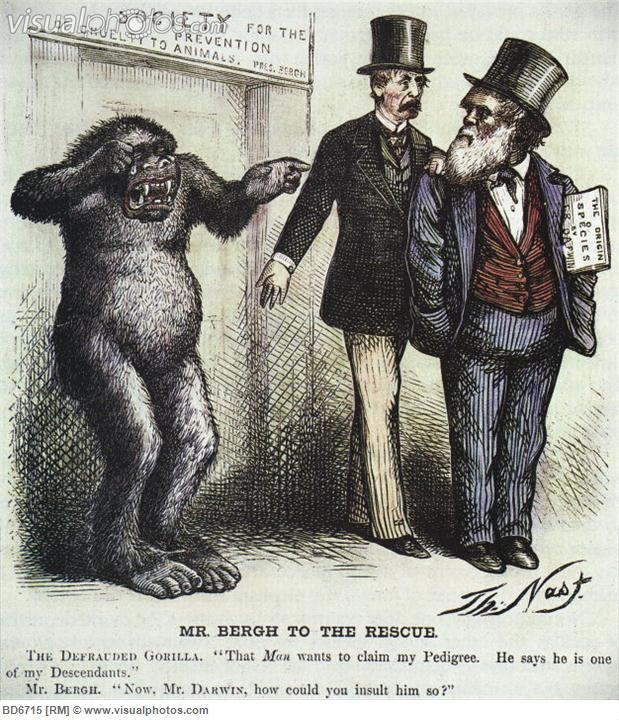
Darwin erfuhr für seine Thesen einer evolutionären Kontinuität zwischen Menschen und anderen Tieren ähnlichen Hohn seiner Zeitgenossen. Hier eine Karikatur, in der Bergh für einen weinenden Gorilla die Partei gegen Darwin Ergreift, damit der Gorilla den Menschen keine Alimente ob ihres Verwandtschaftsverhältnisses zahlen müsse.
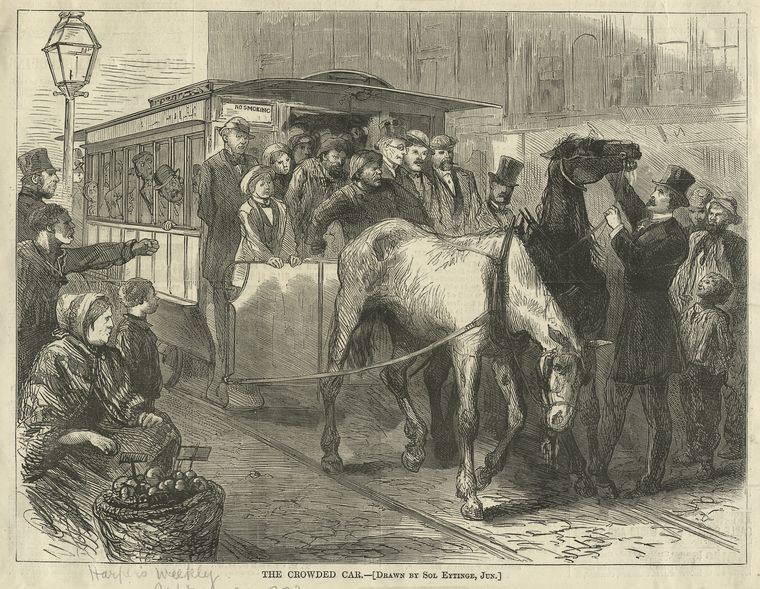
Szene, in der Bergh Partei für ein Pferd in einem „überfüllten“ Waggon ergriff. In Ermangelung eines motorisierten Nahverkehrs gehörte die massive Nutzung von und die öffentliche Gewalt gegen Pferde sowohl zu den Stadtbilern als auch zum politischen Nährboden, der den Erfolg der frühen ASPCA ermöglichte.

## Tod und Beisetzung

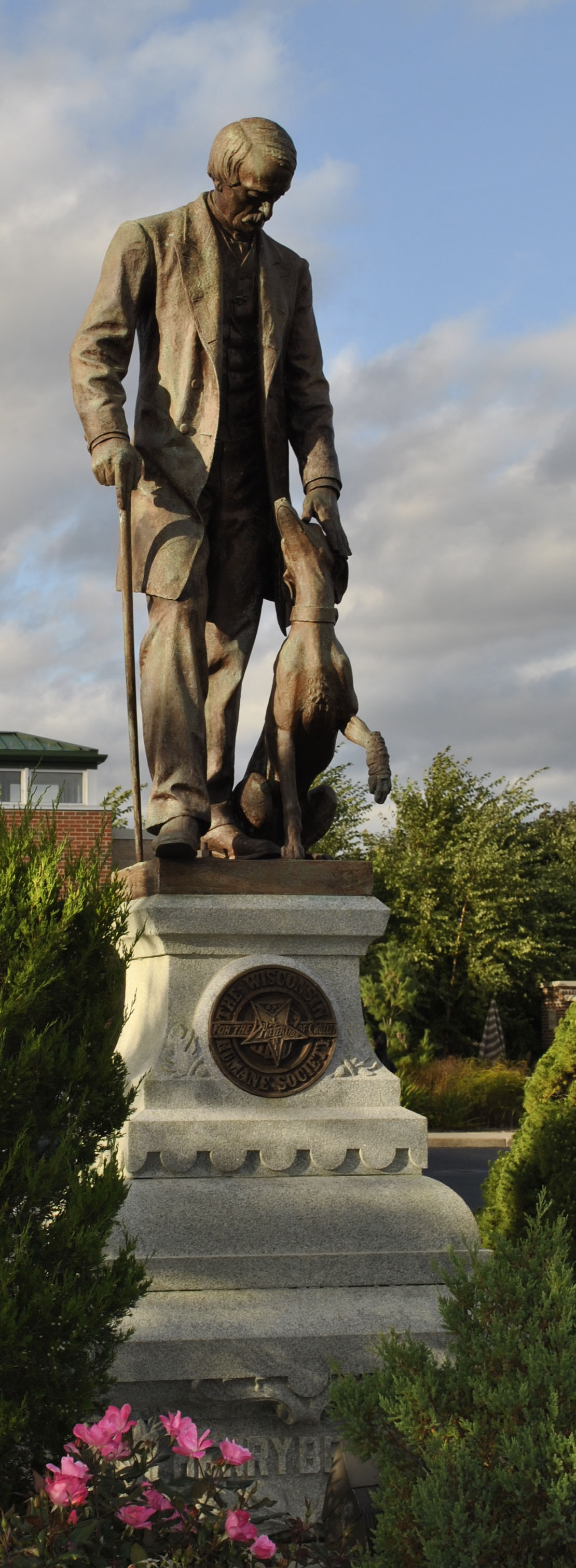
Skulptur von John Mahoney (1891).

Bergh brach sich 1883 das Schlüsselbein in einem Unfall und allgemein verschlechterte sich sein Gesundheitszustand. Nachdem seine Frau im Mai oder Juni 1887 nach langjähriger Krankheit verstorben war, verließ auch Henry Bergh kaum noch das Haus. Er erlag am 12. März 1888 um 5 Uhr einem Herzleiden und chronischen Atembeschwerden. Die Andacht fand am 16. März in der St. Mark’s Episcopal Church statt. Die Beerdigung verzögerte sich wegen eines schweren Unwetters bis zum 24. März. Bergh wurde auf dem Green-Wood Cemetery neben seiner Frau beigesetzt. Phineas Taylor Barnum, mit dem Bergh zeitlebens eine Privatfehde pflegte, war dabei einer der Sargträger. In einer Eulogie, die wahrscheinlich Bergh galt, schrieb der Dichter Henry Wadsworth Longfellow:
Among the noblest of the land

Though he may count himself the least

That man I honour and revere

Who, without favor, without fear,

In the great city dares to stand

The Friend of every friendless Beast.

## Filme
- The Great Meddler (1940) The Great Meddler bei IMDb
- Fernsehserie: The Great Adventure Folge 22 The Henry Bergh Story (Erstausstrahlung am 20. März 1964) The Henry Bergh Story bei IMDb